# Ekhorva naturreservat
Ekhorva är ett naturreservat i Uppvidinge kommun i Kronobergs län.
Området är skyddat sedan 2014 och är 25 hektar stort. Det är beläget 6 km sydost om Åseda och består främst av lövskog, betesmarker och åkrar.

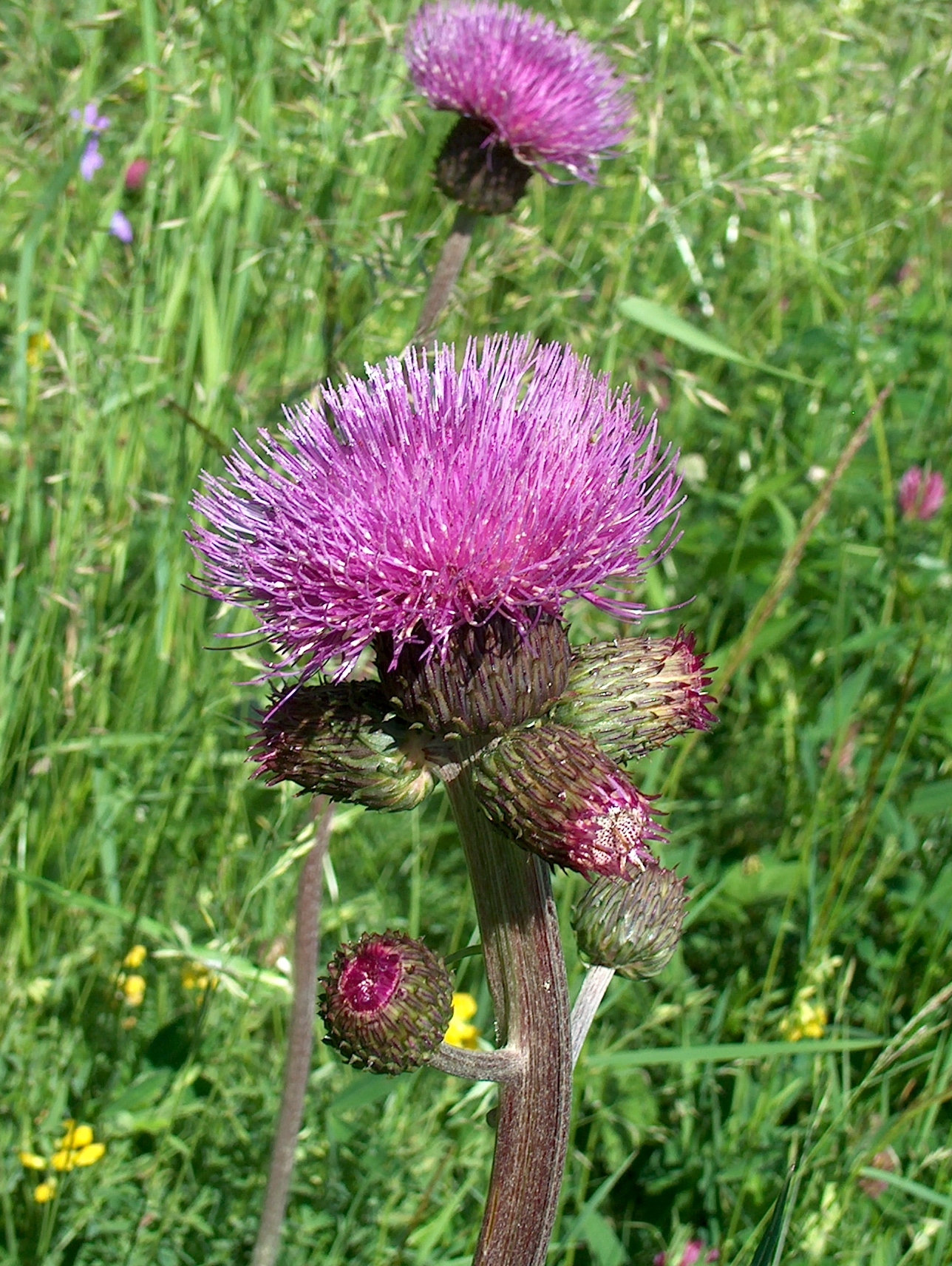
Brudborste

Där växer, alm, ask, björk, asp, bok, ek, hassel mm. På de gamla träden har man bland annat funnit lunglav, almlav, lönnlav, sotlav, kopparspik och vitskivlav. I fältskiktet kan man finna brudborste, gullviva, jungfrulinarter, slåttergubbe, solvändearter, ängsvädd och darrgräs.
Området har brukats under lång tid och en stor del är fossil åker av typen röjningsröseområde. Stenmurar förekommer också. 